# Lopholaena alata
Lopholaena alata là một loài thực vật có hoa trong họ Cúc. Loài này được P.A.Duvign. mô tả khoa học đầu tiên năm 1959.